# Regatul Sussex
Regatul Sussex, al saxonilor sudici a fost unul dintre regatele anglo-saxone, cuprinzând teritoriul de astăzi al comitatului ceremonial Sussex.

## Sosirea în Anglia și întemeierea regatului
Conform Cronicii anglo-saxone, în anul 477, Ælle a condus invadatori pe țărmul Angliei, într-un loc numit Cymenes ora și i-a învins pe locuitorii din zonă. O altă bătălie, la Mearcredes burne, a avut loc în 485, iar în anul 491, Ælle, împreună cu fiul său, Cissa a jefuit Anderitum, ucigând toți locuitorii. Ælle este primul rege invadator despre care Bede spune că a încercat să-și domine vecinii, deși evenimentele și datele lui Bede privind această perioadă sunt îndoielnice, deoarece acesta își scria cronica secole mai târziu.

## Creștinarea
Nu se știe nimic despre Sussex în secolul al VI-lea, dar aflăm că în 607,  Ceolwulf de Wessex poartă lupte cu saxonii din Sud, iar în 681, Wilfrid de York, după alungarea sa din Northumbria de către Ecgfrith, s-a retras în Sussex, unde a rămas până în 686, convertind populația necreștină din zonă. Æðelwealh, rege al Sussex-ului, fusese deja botezat în Mercia la sugestia lui Wulfhere, care i-a dăruit insula Wight și districtul Meon. Însă, în urma eforturilor lui Wilfrid de a stopa foametea ce chinuia Sussex-ul, Æðelwealh i-a dăruit acestuia ținutul Selsey, loc unde Wilfried a fondat Abația Selsey, care mai târziu a deveni scaunul episcopal de Chichester, rămânând asfel până în anul 1075.

## Dominația regatului Wessex
Imediat după aceste evenimente, Æðelwealh a fost ucis, iar regatul său răvășit de către printul exilat din Wessex, Caedwalla. În 686, saxonii de Sud l-au atacat pe Hlothhere, regele din Kent, susținându-l pe pretendentul Eadric, dar la scurt timp regatul a fost cucerit de către Ceadwalla, care acum devenise rege în Wessex.
Despre următorii regi din Sussex se stiu foarte puține: în anul 692 este amintit Noðhelm, sau Nunna, descris în Cronica anglo-saxonă ca rudă a lui Ine de Wessex, care a luptat alături de el împotriva lui Geraint, rege al britonilor, în 710. Deși anii de domnie ai următorului rege amintit în cronici, Æðelberht, nu sunt cunoscuți, este sigur că acesta fusese contemporan cu Sigeferth, episcop de Selsey din 733, iar în anul 765 se pare că rege in Sussex era Eldwulf, apoi Ælfwald și Oslac.
În jurul anului 772 se pare că Offa of Mercia a anexat regatul Sussex, deoarece anumiți regi, ca Osmund, Ælfwald sau Oslac, pentru care inițiau se folosea titulaturi regale, erau acum numiti duci.

## Earldom-ul de Sussex
În 825, Sussex a trecut în stăpânirea lui Ecgberht și se pare că din acest moment a fost condus numai de regi din dinastia de Wessex. În 892, Eadwine, ealdorman de Sussex, este îngropat la Abația Abingdon  din Berkshire, și conform cronicilor abației, acesta era numit princeps Australium Saxonum, Eadwinus nomine.
Wulfnoth Cild, thegn al Sussex-ului, a jucat un rol important în desfășurarea evenimentelor de la inceputul secolului al XI-lea. În 1009 acțiunile sale au dus la distrugerea flotei englezești, și până în 1011 Sussex, împreună cu mare parte din sud-vestul Angliei, era în sub controlul danezilor. Wulfnoth Cild a fost tatăl lui Godwin, earl de Wessex, al cărui teritoriu cuprindea și Sussex-ul. După ce moare, în  1053, Godwin a fost urmat ca earl de Wessex (incluzând Sussex) de fiul său, Harold Godwinson